# 15985 Bhatnagar
15985 Bhatnagar este o planetă minoră (asteroid), cu un diametru de 6,34 km, din centura de asteroizi. A fost descoperită pe 18 noiembrie 1998 la Experimental Test Site⁠(d) de Lincoln Near-Earth Asteroid Research. 
Obiectul prezintă o orbită caracterizată de o semiaxă mare de 2,2220461 UAi, o excentricitate de 0,05, o înclinație de 7,54414 ° în raport cu ecliptica.